# Brnjak
Brnjak (soprannominato dai residenti Brnjaci o Brnjake e noto in albanese come Bërnjak) è un villaggio nel Kosovo settentrionale e luogo di frontiera con la Serbia. Questo insediamento figura all'interno del catasto del comune di Brnjak e si estende per circa 3000 ettari, nel bacino del fiume Brnjačka che scorre giù dai pendii della Mokra Gora.
Durante la Seconda guerra mondiale fu uno dei villaggi nel Kosovo del Nord ad essere totalmente bruciato dai paramilitari albanesi, che espulsero la popolazione serba. Divenuto una frontiera militarizzata tra Kosovo e Serbia, amministrata anche dalla NATO, Brnjak è stato più volte teatro di accesi scontri tra i due governi che ancora si contendono l'autorità sull'area. Nel 2008, per esempio, la frontiera fu chiusa dopo che dei serbi etnici avevano razziato e bruciato alcune strutture. Altri episodi di tensione si ebbero nel 2011 per simili motivi e più di recente durante la crisi del 2022-2023.